# Mesoceration periscopum
Mesoceration periscopum är en skalbaggsart som beskrevs av Perkins 2008. Mesoceration periscopum ingår i släktet Mesoceration och familjen vattenbrynsbaggar. Inga underarter finns listade i Catalogue of Life.